# 古猯屬
古猯屬（學名：Mylohyus），又名臼豬獸屬，是在北美洲及中美洲一屬已滅絕的西猯科。牠們自上新世開始演化，並約於9000年前滅絕。牠們可能與早期人類接觸甚密。
古猯屬其下共有5個物種，最廣為人知的是長鼻猯。

## 外部連結
- 長鼻猯的圖片
- Zipcodezoo